# Humada
Humada ist eine Gemeinde in der nordspanischen Provinz Burgos mit 116 Einwohnern (Stand: 2024). Auf ihrem Gebiet befindet sich mit La Ulaña die größte Siedlung der iberischen Eisenzeit.

## Geschichte
Das Gebiet der heutigen Gemeinde lag im Umkreis der größten iberischen Festung namens La Ulaña, die in der zweiten Hälfte des 1. Jahrhunderts v. Chr. aufgegeben wurde.
Die Gemeinde setzte sich ab 1857 aus acht Ortsteilen zusammen, nämlich Congosto, Fuencaliente de Puerta, Fuenteodra, Los Ordejones (das wiederum selbst aus den Siedlungen Ordejón de Abajo und Ordejón de Arriba besteht), dann Rebolledo de Traspeña, San Martín de Humada, Villamartín de Villadiego und Humada selbst.
1970 wurde Humada erheblich verkleinert, so dass seine Einwohnerzahl von knapp 1000 auf knapp 300 fiel.
Ab 1997 wurde die eisenzeitliche Siedlung ausgegraben, seit 2006 besteht dort ein archäologischer Park.

### Bevölkerungsentwicklung
Herkunft der Zahlen: INE